# Les Gendarmes (bande dessinée)
Pour le film muet, voir Les Gendarmes.
Ne doit pas être confondu avec les films de Jean Girault avec Louis de Funès.
Les Gendarmes est une série de bande dessinée humoristique.
- Scénario : Olivier Sulpice et Christophe Cazenove
- Dessins : Jenfevre
- Couleurs : David Lunven

## Albums
- Tome 1 : Flagrant délire ! (1998)[1]
- Tome 2 : Procès vert pâle ! (1999)
- Tome 3 : Radar-dare ! (2000)
- Tome 4 : Amende honorable ! (2001)
- Tome 5 : Souriez, vous êtes flashés ! (2002)
- Tome 6 : Un P.V. dans la mare ! (2003)
- Tome 7 : Coffré surprise ! (2004)
- Tome 8 : Permis cuit à point ! (2005)
- Tome 9 : Un homme donneur ! (2006)
- Tome 10 : Amendes à lire ! (2007)
- Tome 11 : Ticket gagnant ! (2008)
- Tome 12 : Tête à clic ! (2009)
- Tome 13 : Gendarmes à feu ! (2010)
- Tome 14 : L'imitation de vitesse ! (2012)
- Tome 15 : Les toutous flingueurs (2016)
- Tome 16 : Mise à pied (2018)
- Tome 17 : Silence, ça tourne ! (2021)
- Hors série : Le Bêtisier des véritables dépositions (2007)

## Personnages principaux
À noter que dans les quatre premiers tomes, il n'y a pas de personnages principaux.
- Latouille : maigre et blond, il porte des lunettes et aime son métier. Dernier arrivé dans la brigade, sa vocation à devenir gendarme remonte à son enfance.
- JP (Jean-Pierre Dupebreau[2]) : grand costaud, il est roux et très bête. Fils d'un charcutier, il passe son temps à manger.
- Leteigneux : maréchal des logis-chef plutôt petit et moustachu, il aime mettre des P.V. et prendre soin des radars.
- Adjudant-Chef Dugorgeon : plutôt vieux, ses cheveux sont blancs. C'est le chef de la brigade.
- Mirette : fille et petite-fille de gendarme, elle est blonde. Elle a un flair pour retrouver les malfaiteurs.
- Sylvio : d'origine italienne, grand brun, athlétique et dragueur (tomes 5 à 11).
- le négociateur : bronzé aux cheveux gominés, sûr de lui mais assez maladroit (tomes 10, 12 et 13).

## Personnages secondaires
- Le coach : envoyé par un supérieur pour un stage de remise en forme destiné aux gendarmes (tomes 8 à 11).
- Pupuce : fille du chef, constamment surveillée par son père.
- Jean-Germain : petit ami de la fille du chef.
- Victor : fils de Leteingneux insupportable.
- Labricole : malfaiteur.
- Les Miss et Geneviève de Fontenay
- Les policiers : rivaux des gendarmes.
- Village Popaul : groupe de musique.
- Le Ministre : Nicolas Sarkozy, devient Président dans le tome 10.
- Le réserviste : comptable de profession (tome 14).

## Publication

### Éditeurs
- Bamboo : Tomes 1 à 16 et hors-série (première édition des tomes 1 à 10 et hors-série).